# Leurocerus hongkongensis
Leurocerus hongkongensis är en stekelart som beskrevs av Subba Rao 1971. Leurocerus hongkongensis ingår i släktet Leurocerus och familjen sköldlussteklar. Inga underarter finns listade i Catalogue of Life.